# 晋阳湖
晋阳湖是中國山西省太原市的一個人工湖，始建於2015年10月，是华北面积最大的城市人工湖，是晉陽湖公園的主要组成部分。晋阳湖公园(一期)规划面积9.348平方（3.609平方英里），湖面面积5.65平方（2.18平方英里）。
2019年7月20日，晋阳湖公园一期建成并对外开放。

## 歷史
晋阳湖原為晋阳古城遗址北侧的牛家营湖，這個湖泊本身也是一個人工湖，是中华人民共和国建立初期太原市第一热电厂的蓄水池。其名來自大禹治水的傳說，據說太原盆地本來是由一個名叫晉陽湖的大湖覆蓋的，大禹在灵石县附近开山凿口，將湖水排出，形成太原盆地，即“打开灵石口，空出晋阳湖”。1957年，牛家营湖扩建為水库，依典故改名为晋阳湖。
2015年10月，太原市政府开始整治晉陽湖周邊環境，分三期籌備建設晉陽湖公園。第一期工程在2019年7月20日完工、对外开放，湖面面积達5.65平方（2.18平方英里）。
2021年4月9日，山西省政府办公厅公布《晋阳湖生态保护与修复规划 (2021—2035 年)》，规划晋阳湖工程二期北起环湖北路，南至蒙山大街，西起旧晋祠路，东至一期工程区，规划面积2.36平方（0.91平方英里）；三期位于晋阳大道以西，规划面积7.6平方（2.9平方英里）。